# 东湖烈士陵园
东湖烈士陵园位于浙江省临海市东湖北岸的大固山东端南麓，台州府城墙东侧。

## 历史
建成于1956年4月5日，共120葬位，主要埋葬解放一江山岛战役中牺牲的战士。1983年4月15日，临海县人民政府将其列入第一批临海县重点文物保护单位（现为临海市重点文物保护单位）。
墓区东西长53米，南北深120米，占地面积6360平方米。其中墓穴区东西长37米，南北深26米。陵园面湖背山，山顶建有六柱攒尖顶烈士亭，亭中树有烈士纪念碑。纪念碑正面为“人民英雄永垂不朽”八个大字，反面有烈士名录，并简述建造烈士墓的目的和意义。碑文楷书，填以金色。在此处安息的烈士，除了在一江山岛战役中牺牲的烈士以外，还有在中华人民共和国建国初期剿匪斗争中牺牲的烈士，以及近年来牺牲的人民警察。